# Loisy, Saône-et-Loire
Loisy är en kommun i departementet Saône-et-Loire i regionen Bourgogne-Franche-Comté i östra Frankrike. Kommunen ligger i kantonen Cuisery som tillhör arrondissementet Louhans. År 2022 hade Loisy 686 invånare.

## Befolkningsutveckling
Antalet invånare i kommunen Loisy
| Referens: INSEE |